# Elaphidion mimeticum
Elaphidion mimeticum là một loài bọ cánh cứng trong họ Cerambycidae.